# Lattaquié
Pour le type de tabac, voir Lattaquié (tabac).
Pour les articles homonymes, voir Laodicée.
Lattaquié (/la.ta.kje/ ; en arabe : اللاذقية, al-lāḏiqiyya), est une ville de Syrie, chef-lieu du gouvernorat homonyme. La ville était en 2004 la quatrième ville la plus peuplée du pays avec 383 786 habitants, appelés en français les Lattaquiotes.
Cette ville est établie sur un site très anciennement occupé, proche de l'ancienne Ougarit. La cité qui fut un chef-lieu de satrapie sous le royaume séleucide portait alors le nom de Laodicée-de-Syrie ou Laodicée-sur-Mer (en grec ancien : Λαοδίκεια ἡ Πάραλος / Laodíkeia hē Páralos ; en latin : Laodicea ad Mare) parce qu'elle a été refondée par Séleucos Ier qui a donné à la ville le nom de sa mère Laodicé et de sa fille.
Après la domination romaine et byzantine, elle fit partie, à l’époque des croisades, de la principauté d'Antioche, avant de retomber aux mains des Mamelouks puis des Turcs (Empire ottoman). Pendant l'entre-deux-guerres, elle est la capitale d'un éphémère État des Alaouites sous mandat français.
Elle doit son importance ancienne et actuelle, d’une part au fait qu’elle possède le seul port bien protégé de la côte syrienne et, d’autre part, à la proximité de la vallée fertile de l’Oronte, ce qui a entraîné la création d’une industrie alimentaire et textile.

## Histoire

### Antiquité

#### Époque hellénistique
Dès le mois de mai 300 av. J.-C., Séleucos Ier, roi de Syrie et de Babylonie et qui fut un des généraux d'Alexandre le Grand, fonde Laodicée-sur-mer. Elle fait partie des quatre villes de la Tétrapole syrienne, avec les trois autres cités royales de Séleucie de Piérie, Antioche et Apamée. Laodicée fut fondée à côté, et non sur l'emplacement, d'un village autrefois nommé Mazabda, d'après le chroniqueur byzantin Jean Malalas. La volonté des colons grecs et macédoniens était en effet de fonder leur cité sur des sites quasi vierges.
Le site de Laodicée offrait l'avantage d'être un port ouvert par un étroit goulet, à proximité de Tripolis, sur une éminence face à une plaine étendue et fertile, situation qui est à l'origine du développement futur de cette cité comme place commerciale, et foyer artistique et intellectuel de premier ordre. Le mathématicien et poète Philonidès de Laodicée, originaire de Laodicée, représente dans cette ville le courant épicurien ; il fonde une école philosophique à Antioche, et exerce son influence à la fois sur Démetrios Ier Sôter et sur Antiochos IV dont il obtient la conversion à l'épicurisme.
Le plan de la ville présente le quadrillage régulier de l'urbanisme de type dit colonial, dérivé du plan en damier hippodamien, avec des îlots rectangulaires de 57 m sur 112, à l'intérieur d'un rempart délimitant un espace de 255 hectares, beaucoup plus vaste que l'espace effectivement urbanisé. L'administration de Laodicée est placée sous l'autorité de Philonidès de Laodicée, un épistate chargé de surveiller le fonctionnement des institutions civiques (justice, propriété foncière, affaires religieuses, finances locales, approvisionnement, sécurité intérieure). La ville possède dès le IIIe siècle un atelier monétaire royal, et à partir de 169 av. J.-C., émet des monnaies de bronze à usage civique.
En 83 av. J.-C., Tigrane II d'Arménie occupe la Syrie. L'année suivante, Laodicée obtient un statut d'indépendance, lui permettant de frapper des tétradrachmes d'argent (monnaie du commerce à longue distance) sans référence au roi, inaugurant ainsi une ère de la liberté. En 81 av. J.-C., la cité se voit accorder le droit d'asylie qui garantit la protection et l'inviolabilité du sanctuaire et par extension, de la ville qui l'abrite, contre les représailles et le pillage. Sur le plan économique, Laodicée a des chantiers navals actifs. À côté du culte dédié aux dieux grecs, on trouve à Laodicée le culte à Isis et à Sérapis, comme le prouve le décret des péliganes de 174 av. J.-C.

#### Époque romaine

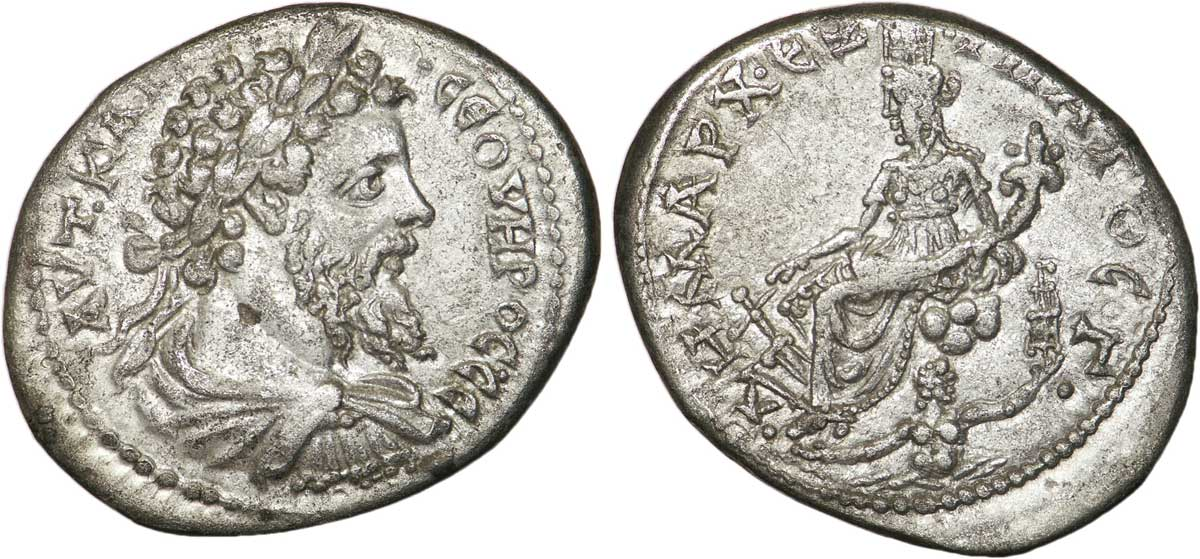
Monnaie frappée en la cité de Laodicée.

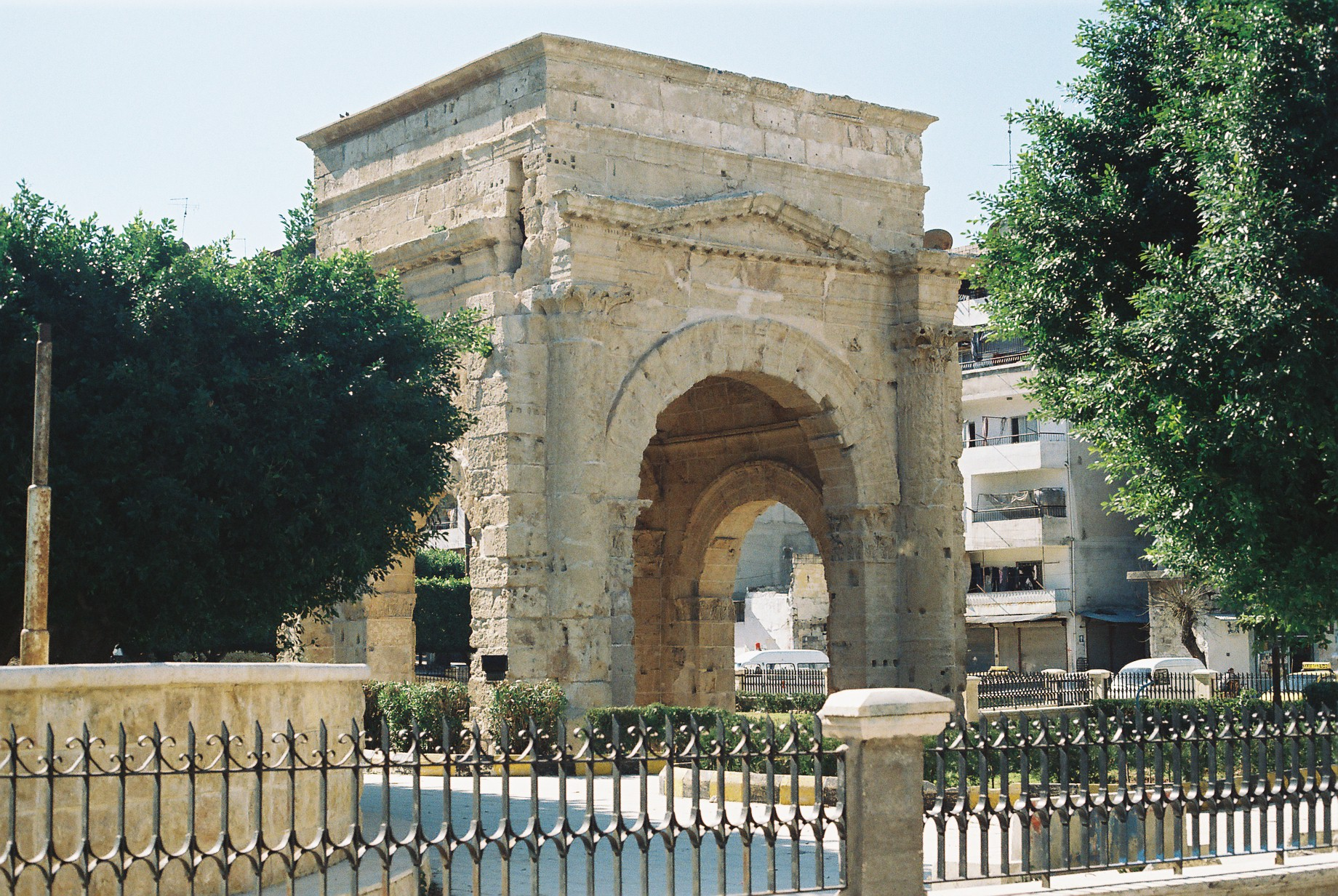
L'arc tétrapyle de Lattaquié.

Pompée met fin au royaume séleucide en réduisant la Syrie en province romaine en 64 av. J.-C. L'autonomie est accordée à la ville en 60 av. J.-C. Plongée au cœur de la guerre civile après l'assassinat de César, Laodicée est le théâtre de l'affrontement entre Cassius et Dolabella qui y est enfermé. Plusieurs légions romaines stationnent en Syrie, sous le Haut-Empire, donnant au gouverneur de cette riche province un pouvoir susceptible d'inquiéter l'empereur. L'usurpateur Pescennius Niger se déclare en effet empereur et entre en conflit avec Septime Sévère. Laodicée, qui a reçu le statut de colonie sans doute en 198, reçoit à cette occasion le bénéfice du ius italicum. Elle prend parti pour Septime Sévère, mais paie cher ce soutien : elle est détruite par les troupes maures de Pescennius Niger. Aussi, après l'élimination de l'usurpateur, en 194, Septime Sévère partage-t-il le pays en deux provinces, la Cœlé-Syrie au nord avec Laodicée pour capitale jusqu'en 200 ap. J.-C., et la Syrie phénicienne au sud, avec Tyr pour capitale. Jusqu'au milieu du IIIe siècle ap. J.-C., la ville connaît un important développement monumental : Hérode Ier le Grand y fait construire un aqueduc, et l'on édifie un arc tétrapyle et un hippodrome dont Jean Malalas attribue la construction à Septime Sévère.
Dans le domaine agricole, le développement de l'olivier entraîne la production et le commerce de l'huile, tandis que la culture de la vigne, pratiquée dès l'époque hellénistique, alterne avec celle des céréales. Le vignoble de Laodicée fournit des vins célèbres, et l'arrière-pays avec ses baumiers produit la résine appelée styrax mentionnée par Pline l'Ancien. La culture grecque s'est répandue, avec l'usage de la langue grecque et des concours (pugilat, pancrace, course…) organisés dans toutes les grandes villes de Syrie. Cette hellénisation touche les indigènes, car elle devient pour eux le signe d'appartenance à une élite : Jamblique déclare avec fierté qu'il « n'est pas un Grec de Syrie mais un indigène, parlant leur langue et partageant leurs coutumes. »

#### Époque byzantine
Le christianisme s'implanta de bonne heure en ces lieux, où l'on venait en pèlerinage vénérer une icône de la Vierge.
En 528, Laodicée devint métropole civile de la Théodoriade.

### Moyen Âge

#### La principauté d'Antioche
Les chevaliers croisés s'emparèrent en 1102 de « Tortose » (Tartous), et en firent une position que les Templiers allaient rendre pour ainsi dire inexpugnable.

### Époque moderne

#### Époque ottomane
En 1516, les Ottomans s'emparent de Lattaquié après la bataille de Marj Dabiq.
Selon l'abbé Pierre Azaïs, la ville comptait en 1858, 20 000 habitants, dont 16 000 musulmans, 3000 Grecs schismatiques et 500 catholiques.

#### Le mandat français

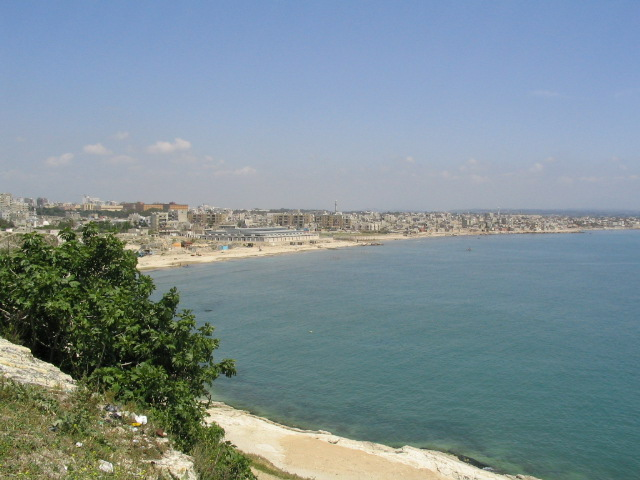
Le littoral à Lattaquié.

L'activité du port de Lattaquié reflète l'effervescence d'une ville en pleine expansion. En 1920, les Français déterminèrent les frontières du Liban moderne, ce qui réduisit le littoral du nouvel État syrien à une simple « fenêtre », le privant des ports de Beyrouth et de Tripoli. Lattaquié devait dès lors devenir la cité portuaire la plus dynamique de la Syrie moderne.

#### Depuis 1946
La bataille de Lattaquié durant la guerre du Kippour en 1973 a vu la marine israélienne couler plusieurs navires de la marine syrienne.
Un dépôt de munitions de l’armée syrienne subit un important bombardement vraisemblablement israélien le 5 juillet 2013,.
La côte méditerranéenne de la Syrie est réputée pour avoir été relativement épargnée par la guerre civile syrienne (hormis dans quelques localités surplombant les hauteurs de la province de Lattaquié comme Salma). En raison de l'aggravation de la situation sécuritaire à l'intérieur du pays, les provinces côtières de Tartous et de Lattaquié connaissent un dynamisme démographique important avec un afflux sans précédent de déplacés qui fuient les combats du reste de la Syrie. Depuis 2011, la population de la ville portuaire de Lattaquié a vu sa population quasiment doubler avec l'installation de près d'un demi-million de déplacés originaires de Homs, d'Idleb, mais surtout d'Alep.
Cet afflux massif de populations de l'intérieur du pays n'est pas sans conséquence : la côte connaît une effervescence économique, mais surtout un accroissement du prix des matières premières, des appartements et des loyers. Parmi les déplacés, nombreux sont des hommes d'affaires qui ont fermé leurs usines en zone de guerre pour les délocaliser sur la côte. Dans la province de Lattaquié, des Alépins ont implanté des usines de détergents, de cosmétiques et de conditionnement alimentaire. Des usines de fabrication de fromage, de produits alimentaires, de câbles ont vu le jour et des ateliers de production du traditionnel savon d'Alep s'y sont également installés. Les activités de plaisance sont pleinement dynamiques avec une prise d'assaut des différentes stations balnéaires (notamment le Chatt el-Azraq) occupées par les déplacés aisés.
Cependant, même épargnée par le conflit destructeur, la côte n'est pas forcément à l'abri d'incidents divers. En outre, la cité de Lattaquié est assez régulièrement la cible de missiles qui touchent certains quartiers de la ville et dont les impacts ont causé la mort de plusieurs personnes depuis le début du conflit. Le 25 mai 2015, quatre personnes ont été tuées par une explosion d'origine indéterminée dans le quartier de Mar Takla.
Le port de Lattaquié est bombardé par l'aviation israélienne en décembre 2021.
En 2024, le Parti islamique du Turkestan capture la ville après de brèves combats contre l'Armée arabe syrienne et y fait défilé ses véhicules dans les rues.

## Démographie
La population totale du gouvernorat est passée de 1 200 000 habitants en 1970, à 2 000 000 en 2008, la population de la ville s'élevant à 450 000 habitants.

## Économie
Lattaquié a une importance économique vitale pour le pays, puisqu'il s'agit d'un des trois terminaux d'exportation du pétrole de l'Est du pays avec Tartous et Banias et dont la gestion relève de la Syrian Company for Oil Transport.
Le 1er mai 2025, le Gouvernement al-Charaa signe un contrat d'exploitation du port d'une durée de trente ans avec CMA CGM.

## Monuments et lieux touristiques
Quelques vestiges datant de l'époque romaine au sud, à 500 m de la mosquée Moghrabi, subsistent : une colonnade romaine, quatre colonnes à chapiteau corinthien, et un peu plus loin, un tétrapyle, monument à quatre baies érigé sous le règne de Septime Sévère (r. 193-211), qui marquait le croisement des deux voies, cardo maximus et decumanus, et formaient l'ossature de la cité romaine.
Mais le principal attrait de Lattaquié sur le plan touristique réside dans ses belles plages, au nord. La route dessert notamment Chatt el-Azraq, petite Côte d'Azur syrienne. Plus loin, le cap de Ras Chamra peut être visité, moins pour son intérêt propre — les ruines sont assez informes — que pour le souvenir de l'antique Ougarit. Cette dernière, l'une des cités levantines les plus prestigieuses, inventa le modèle de tous les alphabets. Les plus belles pièces archéologiques figurent au musée national d'Alep.

## Religions

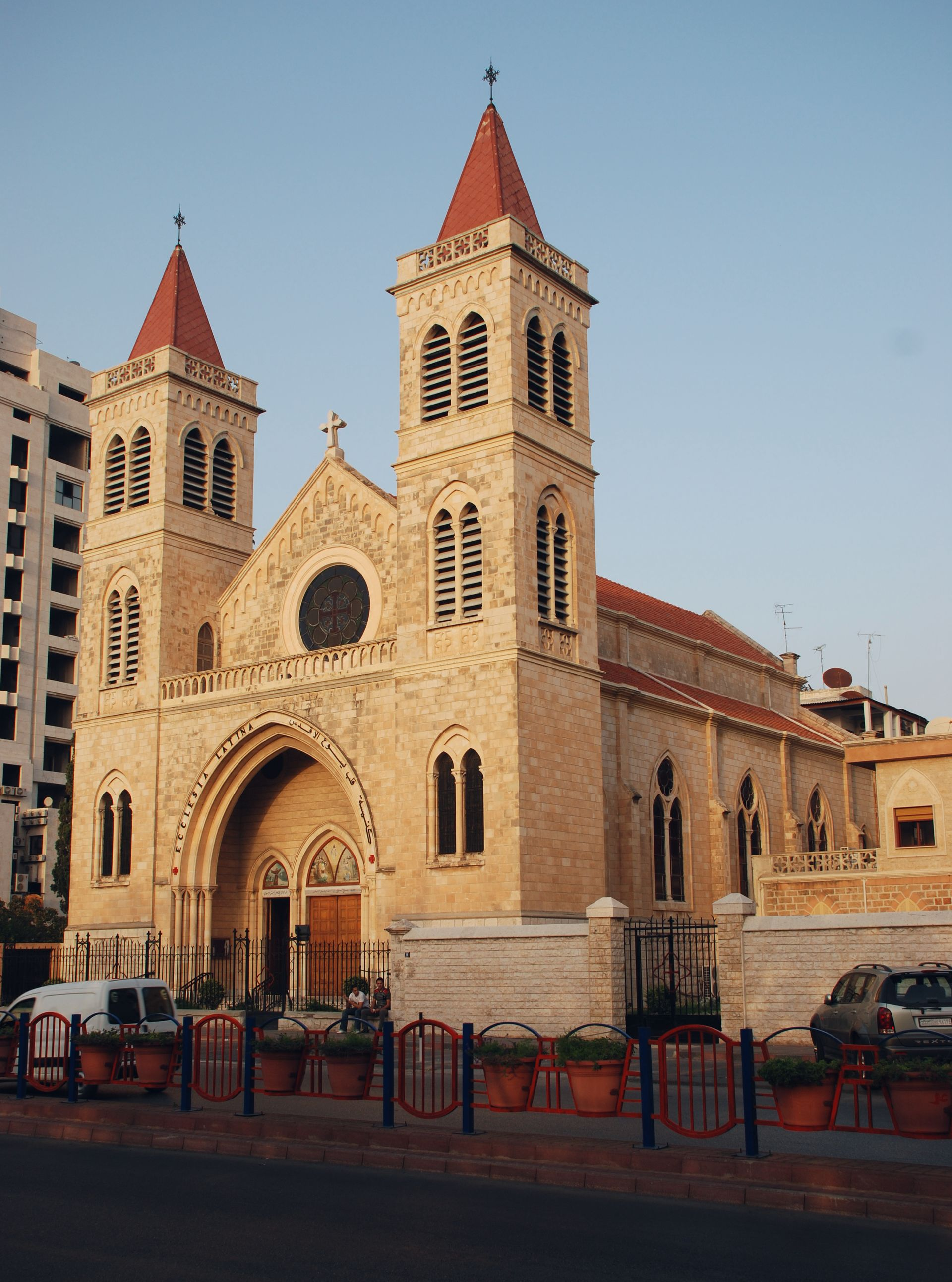
.

La majorité (60 %) des habitants de Lattaquié sont des musulmans sunnites. Il existe cependant d'importantes minorités alaouites (25 % de la population) et chrétiennes (15 % de la population). Lattaquié est d'ailleurs le siège d'un archidiocèse grec-orthodoxe (dont le métropolite actuel est Athanasios Fahed), d'une éparchie maronite (en latin : Eparchia Laodicenus Maronitarum) depuis le 16 avril 1954 (dont le titulaire actuel est Massoud Massoud), ainsi que d'une archéparchie grecque-catholique melkite (en latin : Laodicenus Græcorum Melkitarum) depuis le 28 avril 1961 (dont l'archevêque est actuellement Nikolaki Sawaf).

## Enseignement
L'université Tichrine fut fondée en 1971.

## Sport
Parmi les infrastructures sportives, Lattaquié compte notamment le Latakia Sports City Stadium.

## Personnalités
- Nicolas de Laodicée, philosophe et exégèse d'Aristote ayant vécu au IVe siècle.
- Hanna Mineh (1924-2018), romancier syrien, y est né.
- Osama Esber, poète, journaliste, traducteur et écrivain syrien né à Lattaquié en 1963.
- Loubna Mrie (1991-), militante syrienne pour les droits civiques, y est née.
- Hala Mohammad (1959-), poète et réalisatrice syrienne, y est née.
- Rasha Abbas (1984-), écrivaine, y est née
- Mustafa Ali (1956-), artiste syrien, y est né.

## Jumelages
La ville est jumelée avec :
- Sousse (Tunisie) depuis 1995.

## Galerie

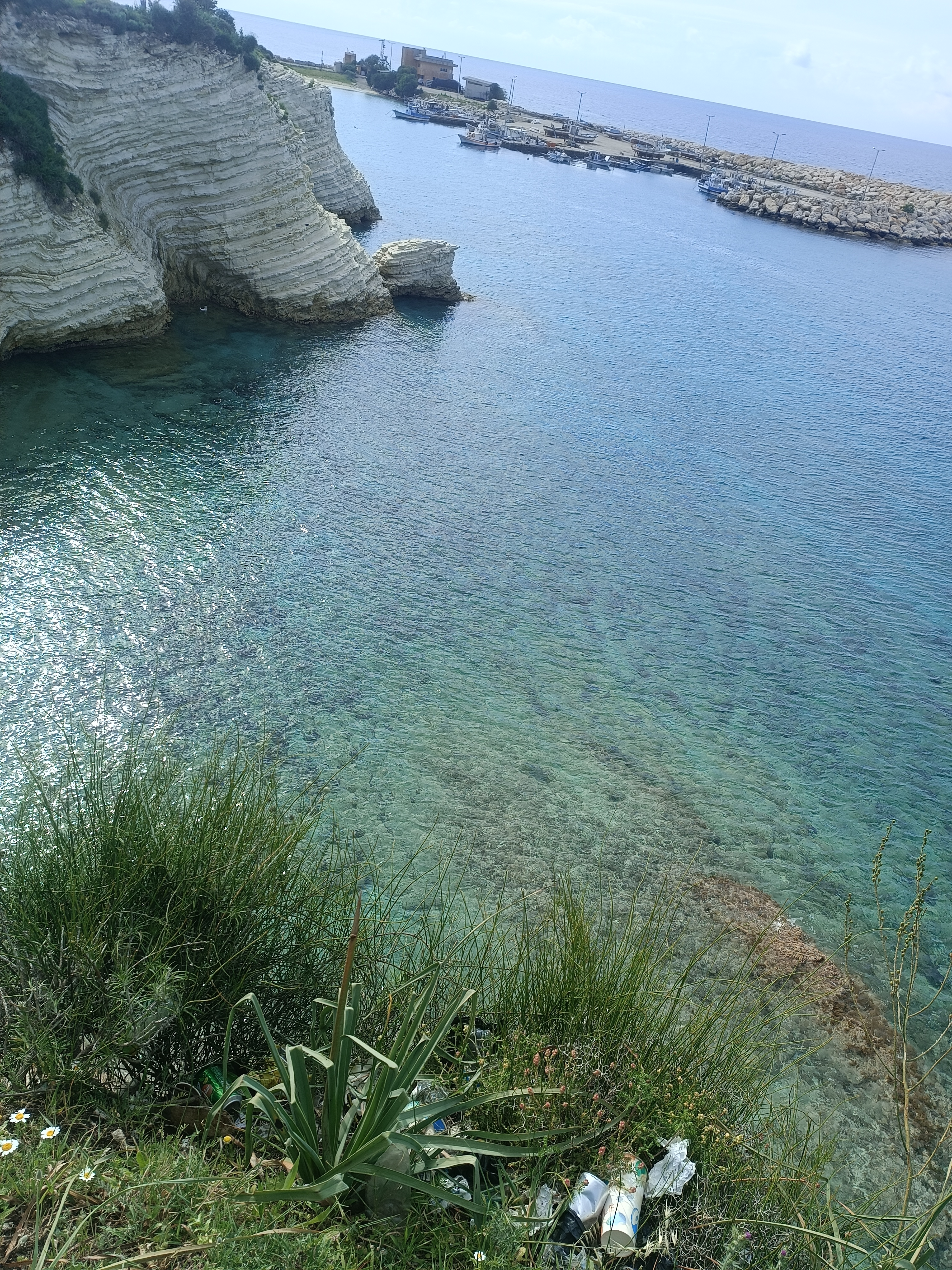
Lattaquié
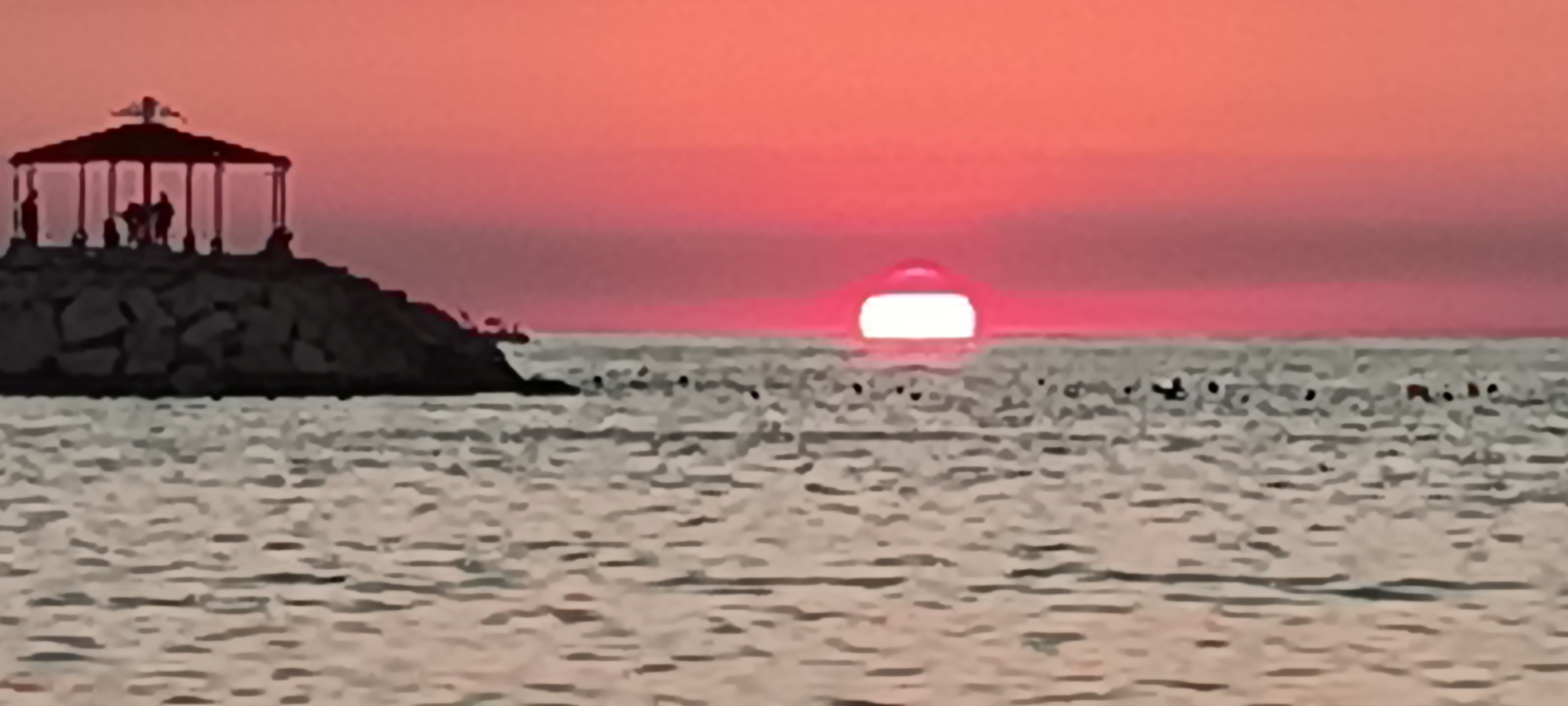
Lattaquié
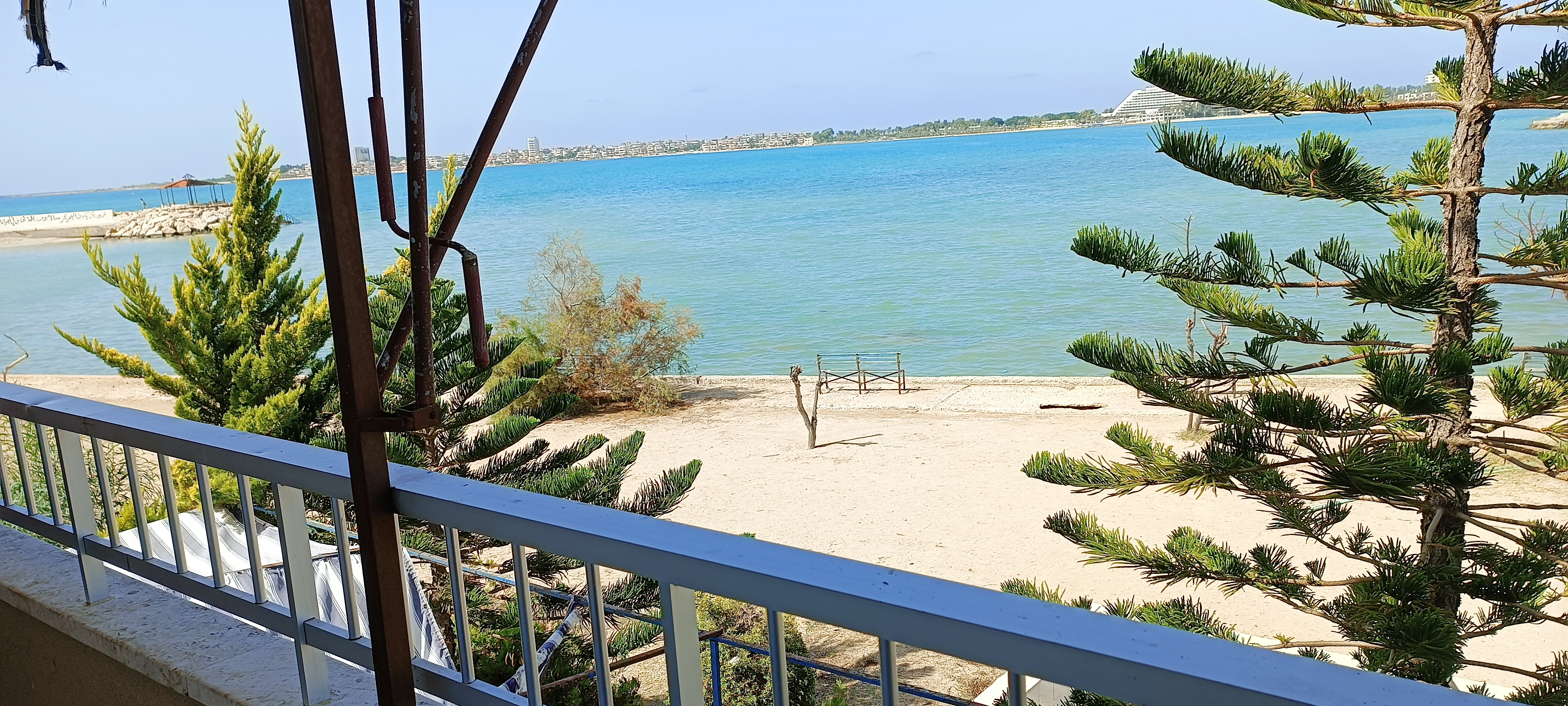